# 羽田利見
羽田 利見（はねだ としみ、生没年不詳）は、幕末の幕臣、歌人。通称は龍助。
西丸裏門番頭、勘定吟味役（弘化元年12月3日から海防掛兼帯）を勤めたのち、嘉永3年（1850年）8月24日に佐渡奉行を拝命し、同4年4月24日に相川に着任した。柏崎にて病となり、同6年3月に江戸に帰着、そのまま病のため免職となり家督を子の正見に譲り隠居となった。佐渡奉行在任中は、知行200俵、役料1500俵100人扶持。利見は歌人でもあり優れた歌を残しており、最後の佐渡奉行鈴木重嶺とともに並び称される。